# Tipula (Lunatipula) trifasciculata
Tipula (Lunatipula) trifasciculata is een tweevleugelige uit de familie langpootmuggen (Tipulidae). De soort komt voor in het Palearctisch gebied.